# Пепелява овесарка
Пепелявата овесарка (Emberiza caesia) е вид птица от семейство Чинкови (Fringillidae).

## Разпространение
Видът гнезди в Гърция, Турция, Кипър и Левант. През зимата мигрира в Судан и северна Еритрея. Много рядко може да се види и в Западна Европа.
Среща се и в България.